# Вілла Тугендгат
Вілла Тугендгат (чеськ. Vila Tugendhat) — унікальна робота німецького архітектора Людвіга Міс ван дер Рое в чеському місті Брно, один з перших прототипів модерної архітектури в Європі. Побудована в 1930 році для чеського підприємця Фріца Тугендгата та його дружини Грети, вілла незабаром стала іконою модернізму.
Входить до світової спадщини ЮНЕСКО.

## Дизайн
Триповерхова вілла розташовна на схилі й звернена на південний захід. На другому поверсі розплановано житлові приміщення з оранжереєю і терасою, кухня та номери прислуги. Третій поверх має головний вхід з вулиці з переходом до тераси, передпокій і номери для батьків, дітей та няні з відповідним обладнанням.
Вартість була дуже високою у зв'язку з незвичайною технологією будівництва, використанням розкішних матеріалів (наприклад, стіна з оніксу змінює свій колір залежно від часу доби) та сучасних технологій для опалення й вентиляції. Для однієї сім'ї будинок був занадто великий, хоча більша сумарна площа будівлі не впадає у вічі через вдале його розташування в рельєфі.
Тугендгат із родиною мешкав там з 1930 року й аж до німецької окупації, коли він вирішив емігрувати через своє єврейське походження — і більше ніколи назад не повернувся. Нацисти влаштували на віллі штаб-квартиру гестапо. Після війни там була танцювальна школа, реабілітаційний центр, а потім — гібрид музею із відкритим простором, де постійно відбувалися мистецькі акції.

## Галерея

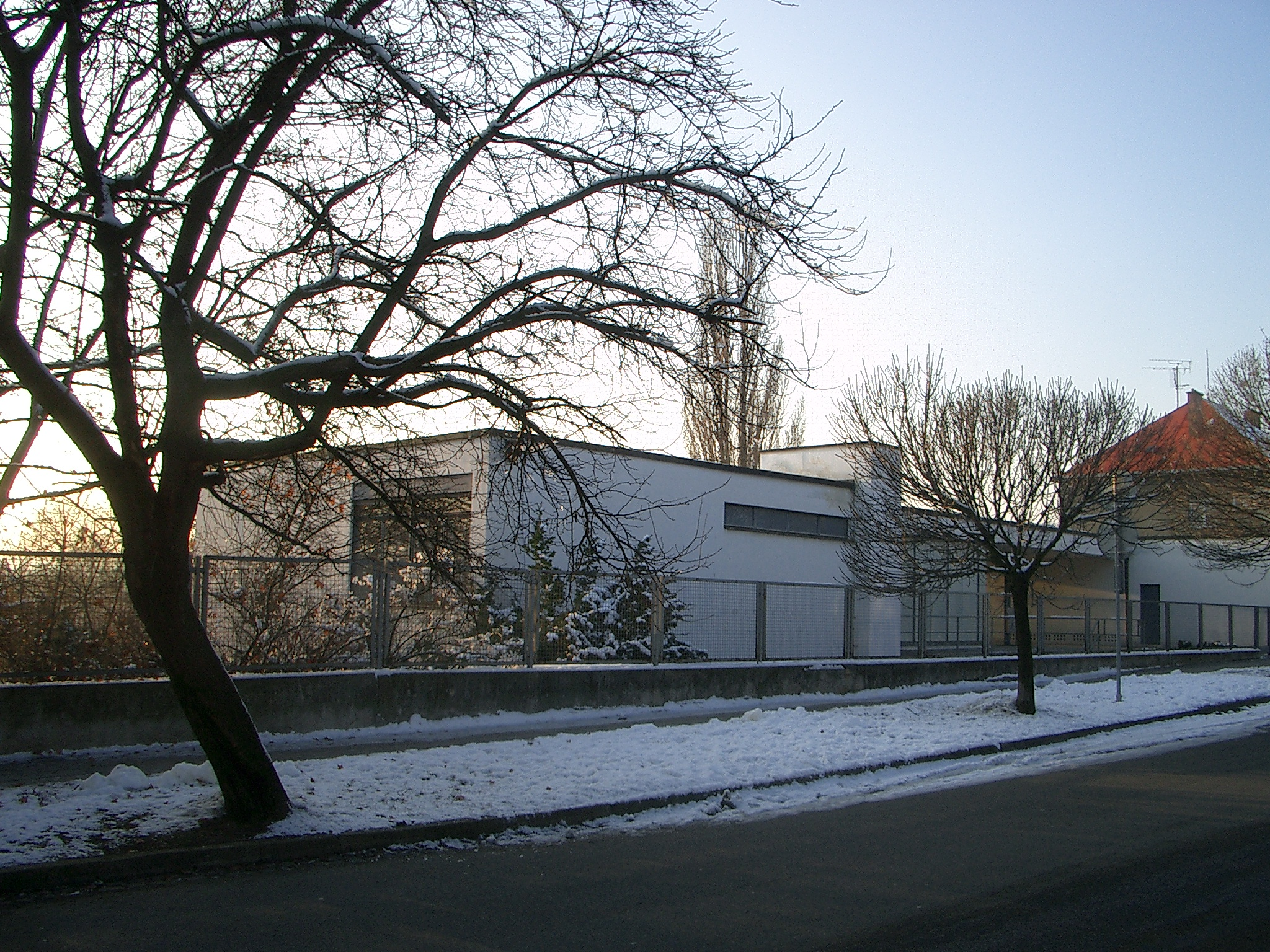
Фасад будівлі
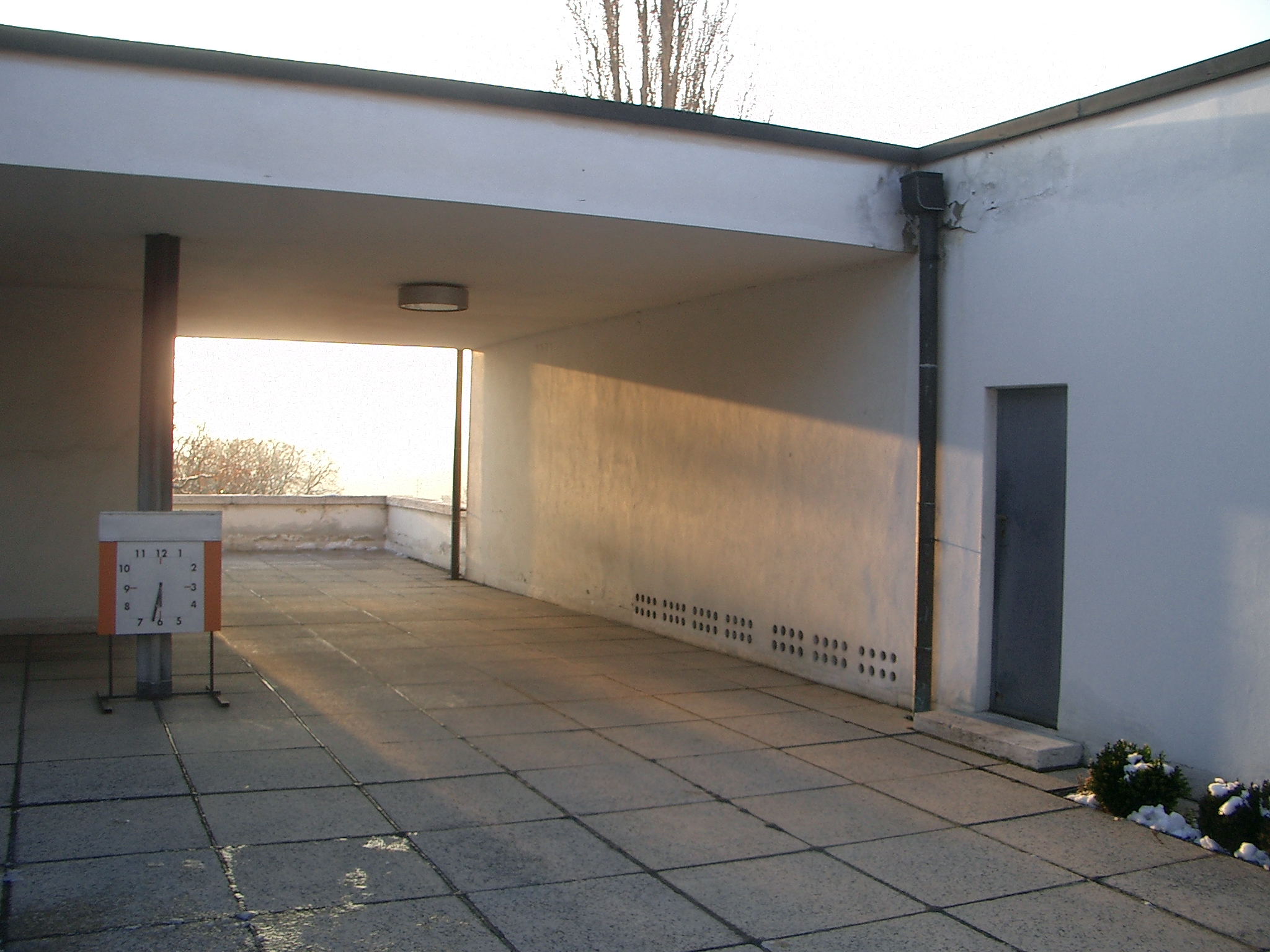
Вхід у сімейні номери зліва. Сходи ведуть вниз до вітальні
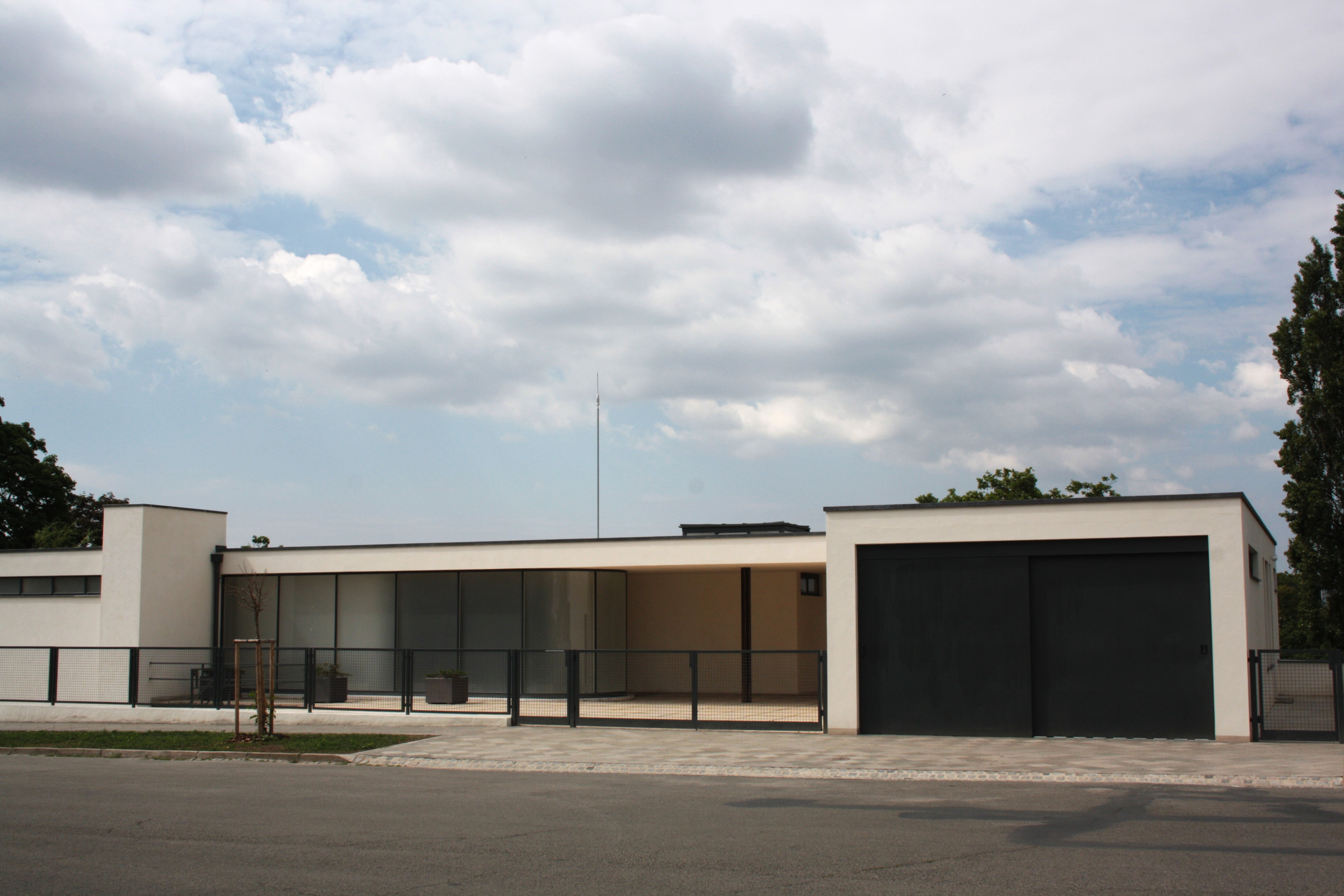
Вигляд з вулиці після реконструкції 2012 року
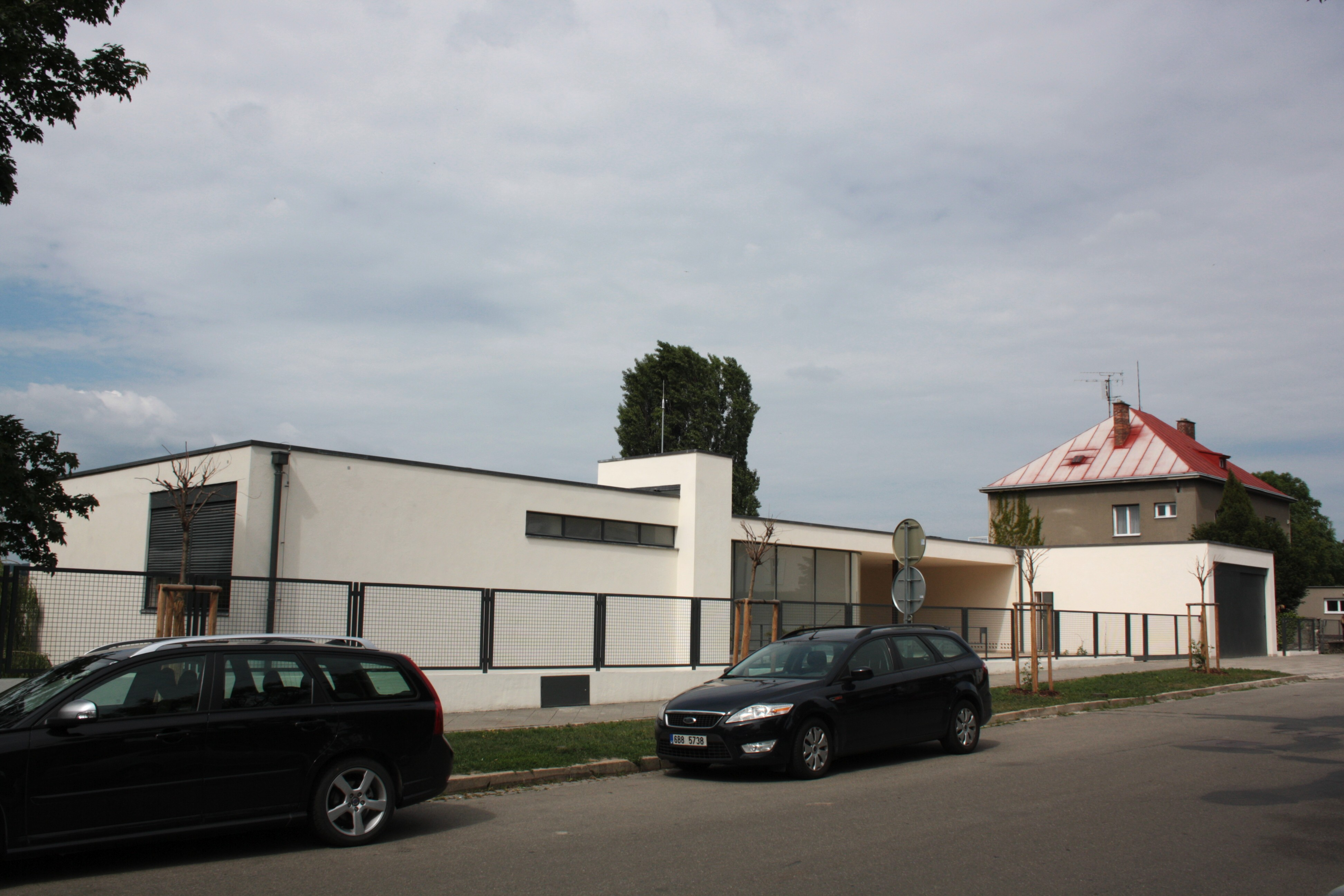
Вигляд з лівої сторони від вулиці, 2012 рік
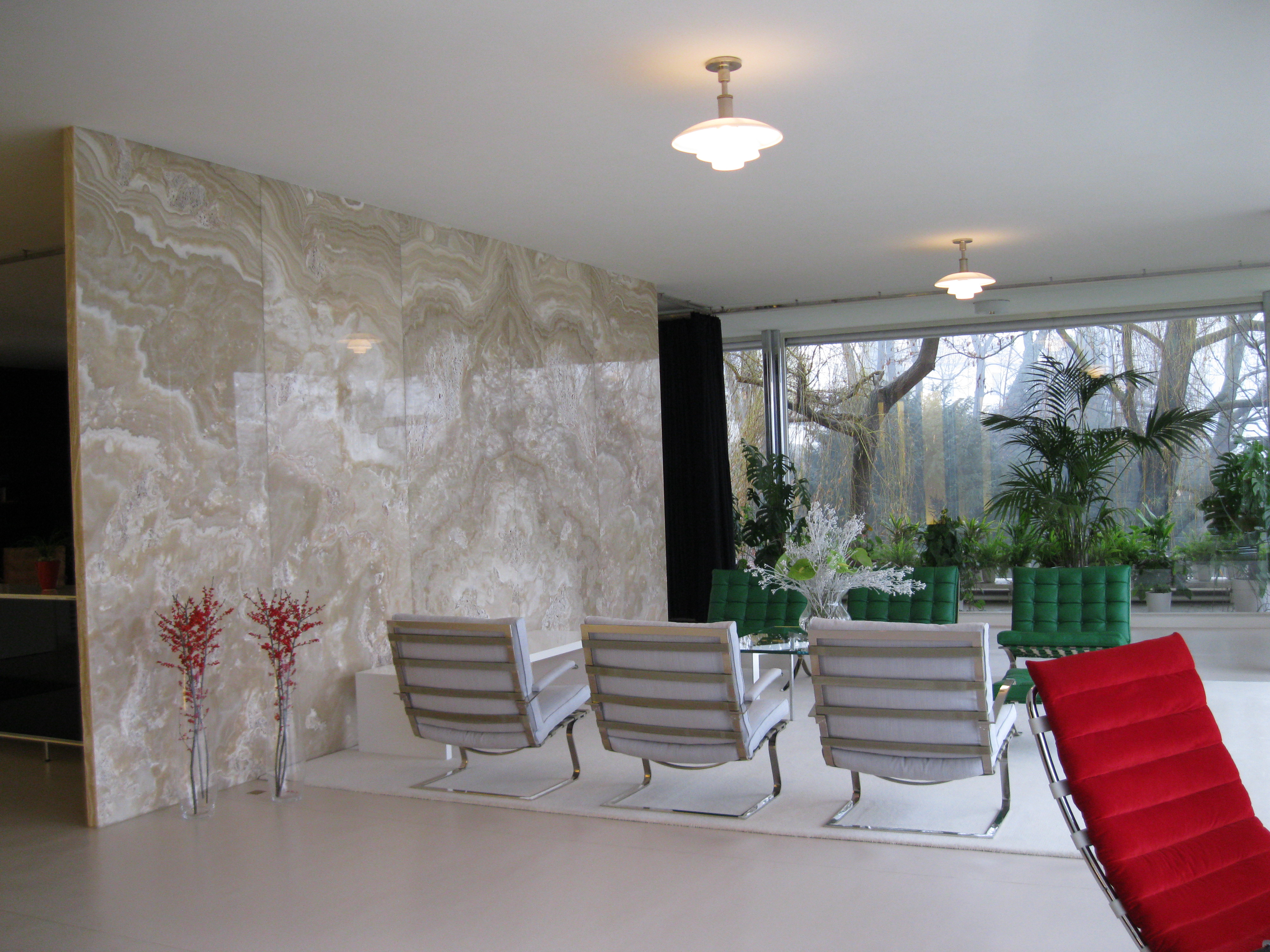
Стіна з оніксу у вітальні
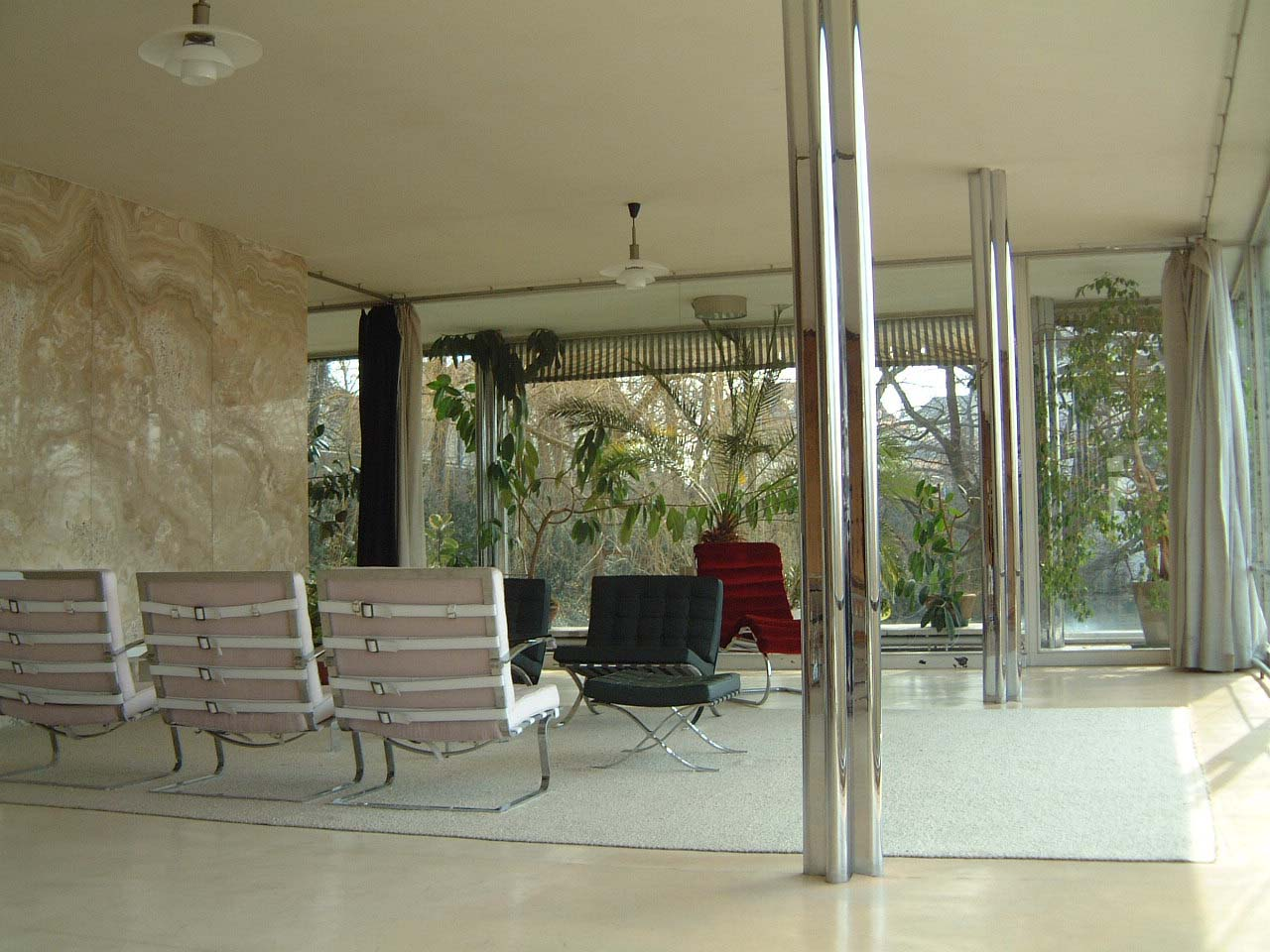
Вітальня, зліва стіна з онікса
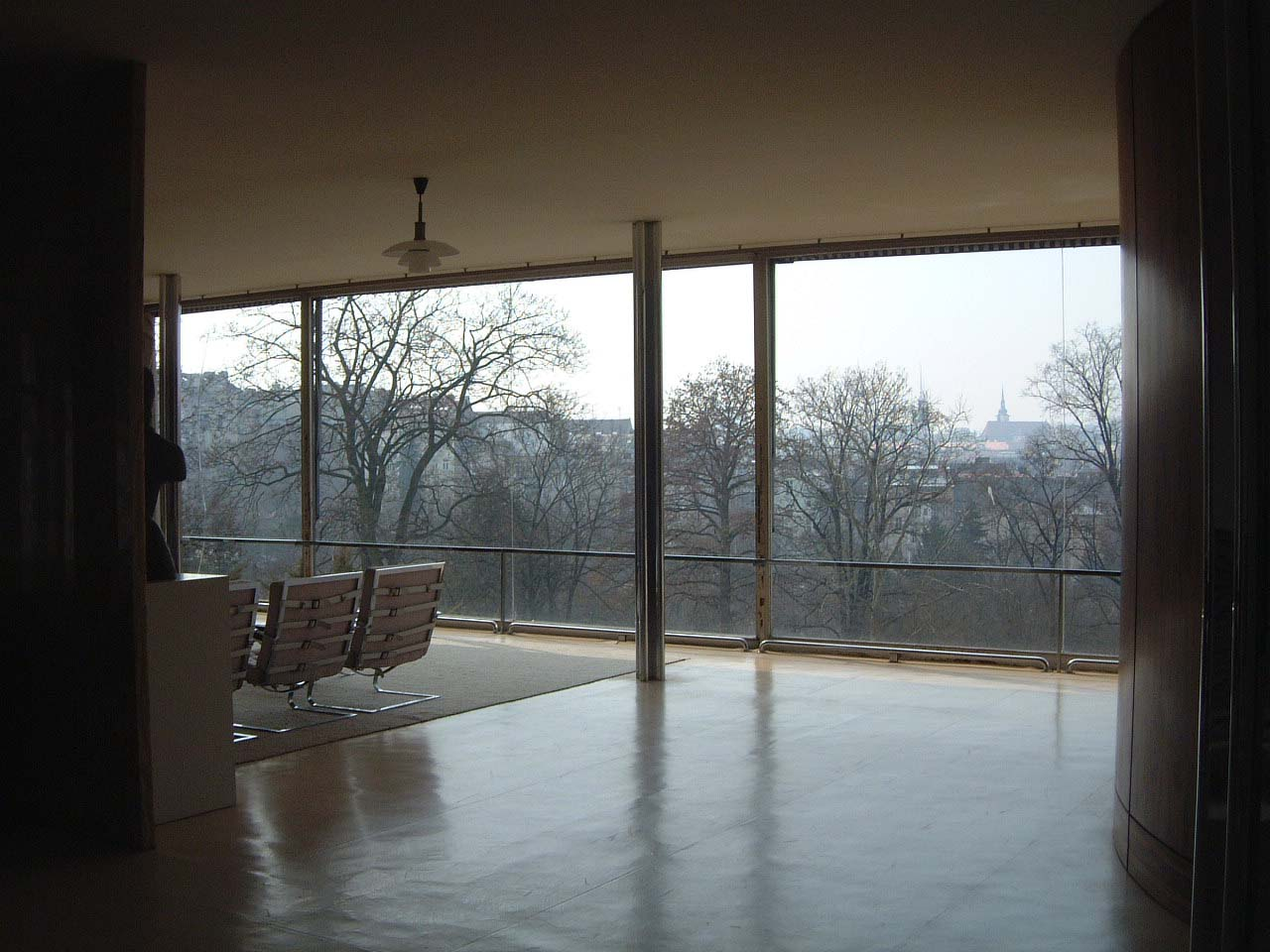
Вигляд на місто з вітальні